# 住友生命千種ニュータワービル
住友生命千種ニュータワービル （すみともせいめいちくさニュータワービル） は、愛知県名古屋市東区葵にある超高層ビルである。
同ビルと敷地を同じくして開発された他の住友生命ビルについても併せて記述する。

## 概要
JR千種駅のホームの目の前に建ち、名古屋市営地下鉄東山線 千種駅とは地下フロアを介して直結する地上21階建の超高層ビルである。名古屋市営地下鉄東山線と錦通を一体的に整備する建設事業に伴い、敷地が大きく減少することになった東邦高等学校が校舎を移転した跡地を買収して、住友生命保険が建設した千種ビル群の一角にある。
ビル群を構成する｢住友生命千種ビル｣、「住友生命千種第二ビル」、「住友生命千種第三ビル」、「住友生命千種駐車場ビル｣と中央の広場を囲んで同一の敷地にあり、地下鉄駅から繋がる地下のフロアを一体化する形で建設されている。これらのビル群はガラスを多用した外観の統一も為されているが、名古屋三井ビルや六本木ヒルズの様な統一した名称はなく、個別に名付けられている。
同ビルは整備事業の第4期に建設されたビルであるが、同一敷地内の他の住友生命ビルとは高さも大きく異なる超高層ビルである為、「住友生命千種第四ビル｣ではなくタワーという名称が付けられている。基準階のオフィス面積は742㎡である。
愛知県 人にやさしい街づくりの推進に関する条例で定める整備基準を満たし、障害者対応エレベーターと車いす使用者対応トイレの設置をしているビルに交付される「やさしさマーク」を住友生命千種ビルと共に取得しており、障害者に優しいオフィスビルとなっている。
錦通を今池方面から栄・名古屋駅方向に進んだ場合、JR中央本線跨線橋である新千種橋越しに当ビルのガラス面（ビル東面）がほぼ正対する形となる。この方面から見たビル正面に位置する施設はJR千種駅ホームとなり、千種駅が半掘割構造であり高台から当ビルを眺める形となることから、視界を遮るものは特になく千種区と東区の境に建つ地域のランドマークとして機能している。錦通を逆方向（栄方面）から進んだ場合については、当ビルの手前に位置するメルパルク名古屋ビルにより隠される形となるため、ビル全体の目視が可能となる地点においては、当ビルより全面ガラス張りの外観である住友生命千種ビルの与える印象の方が強い。詳細は住友生命千種ビルを参照。
尚再開発のため2023年（令和5年）3月31日をもって千種ビル群は全館閉館となり、同日地下鉄千種駅からの連絡通路も閉鎖となった。
跡地には分譲マンションや商業施設などが建設される計画である。

## 主なテナント
住友生命千種ビル・千種第二ビルと繋がる地下1階フロアは商業スペース扱いで、山崎パンが経営するヴィ・ド・フランスとスポーツクラブのセントラルフィットネスクラブが入居している。セントラルフィットネスクラブが2階までの3フロアを使用しており、3階以上はオフィスフロアとして使用されている。
スズケングループの医薬品流通企業スズケンロジコムや保育所アスクなどの運営で知られるJPホールディングスが本社を構えている。
- JPホールディングス本社
- エス・ディ・ロジ本社
- 住友生命保険中部法人営業部
- 京セラ
- 京セラドキュメントソリューションズ ジャパン
- 大日本印刷
- 東京書籍
- 立花エレテック
- ジョンソンコントロールズ
- キョーリン製薬

## 住友生命千種ビル

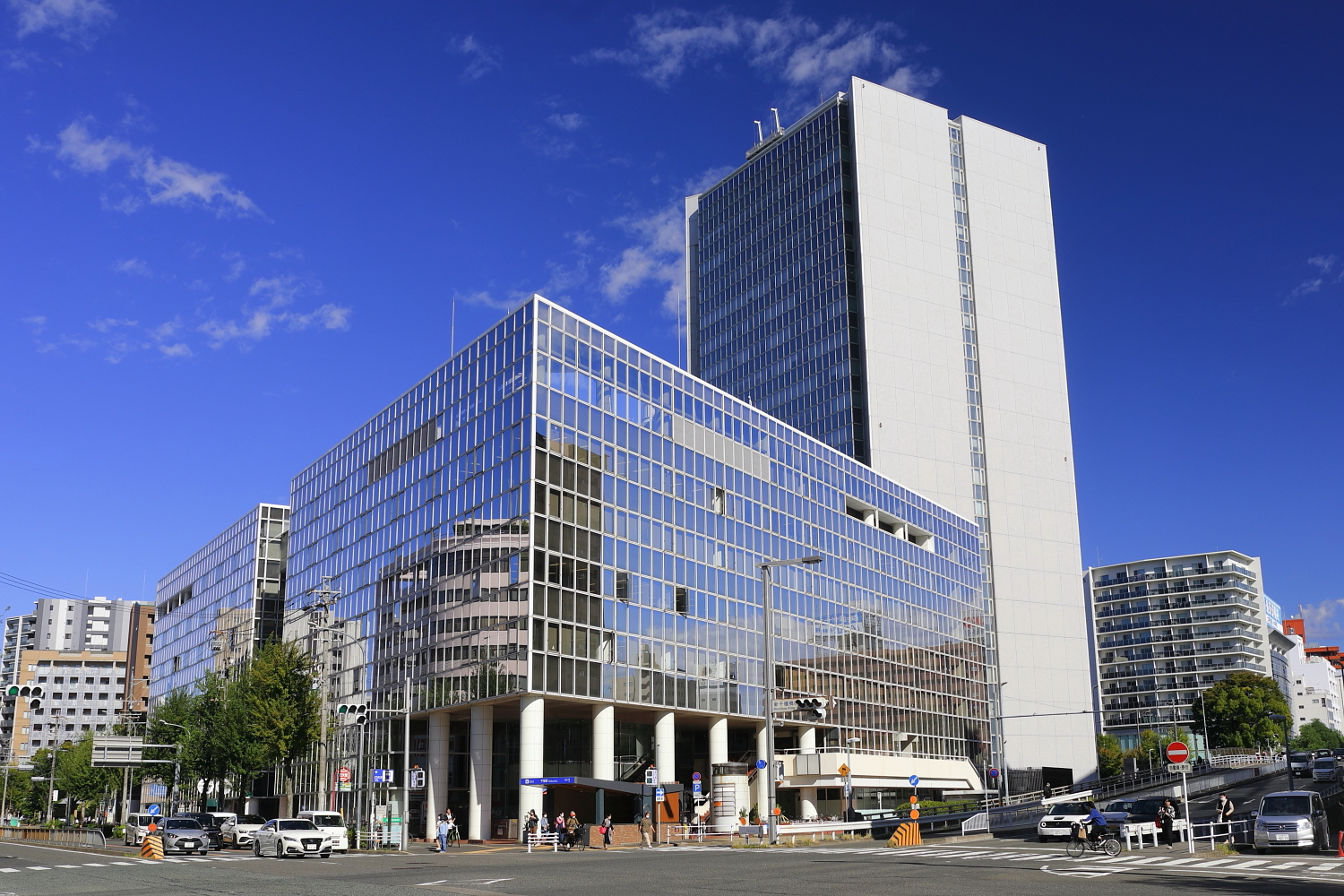
画像手前に住友生命千種ビル。画像右奥は千種ニュータワービル。
（2022年（令和4年）10月）

整備事業の第1期で建設された、地上7階建のビルである。
敷地のうち地下鉄駅に一番近い錦通沿いの部分をほぼ全て使い、敷地境界に沿って大通りの交差点の角に鋭角に突き出すように建てられている。
二本の大通りに面してガラス張りのファサードを持つため、ビル群の中で最も高いニュータワービルと並んで目立つビルである（当記事画像参照）。名駅・栄方面から名古屋市東部方面へ当ビル周辺を通る場合、天候・時間帯によってはビル表面が反射光で輝くこととなり、与える印象は強い。その反面、4棟のオフィスビルで唯一つ矩形でないビルとなっていることから、オフィスフロアとして活用する場合はレイアウトの面でやや使い難い面もある。
地下フロアは地下鉄から他のビル群へ通り抜ける通路を兼ねたスペースにもなっており、飲食店やショールームとして利用されている。地上部分については基本的にオフィスとして使用されている。
地下鉄東山線千種駅への連絡通路は当ビルに接続されており、千種駅地下部分から敷地内の他の住友生命ビルへは、当ビル地下1階フロアを経由して往来することとなる。

### 主なテナント
- ヤマナカ本社
- 日本年金機構
- 住友生命保険

## 住友生命千種第二ビル
整備事業の第2期で建設された、地上7階建のビルである。
敷地西側の大通り沿いの部分を使って建設されたビルであり、当ビル南側に位置する千種ビルと統一されたファサードを持つ。地上高も千種ビルと同じであり、少し離れた位置からこれら2つのビルを眺めた場合の一体感は強い。
千種ビル・ニュータワービルとは地下フロアで接続している。また、千種ビルとの間には地上6階部分に連絡通路も設けられている。
通りに面した1階フロアは中日信用金庫の名古屋支店が使用している。また、堀場製作所は本体のほか、関連企業も同じフロアに事務所を構え、名古屋の拠点として活用している。

### 主なテナント
- 中日信用金庫
- 堀場製作所
- 関西ペイント
- 日本ロレアル
- 太陽石油
- 新コスモス電機

## 住友生命千種第三ビル
整備事業の第3期で建設された、地上4階建のビルである。
大通りには面しておらず、高さも他の住友生命ビルと比べて低い。店舗などの一般客が往来するフロアもないことから、ビル群の中では最も目立たないビルといえる。
ビル群のオフィスビルの中で、当ビルのみ地下フロアで他のビルと接続していない。当ビルとビル群の他のビルとを往来する場合は地上フロアを介することとなる。千種駅へのアクセスについても同様である。

### 主なテナント
- 勤労者退職金共済機構中小企業退職金共済事業本部
- 大新東
- 一般社団法人全国事業協会

## 東邦高等学校赤萩町校舎
このビル群の建つ敷地は、かつては東邦高等学校赤萩町校舎の敷地であった。
同校舎は、戦後作られた日本最大の大壁画があることでも知られていたが、再開発に伴い取り壊された。
ビル群の南側を通り抜ける錦通の一部も、同校舎の敷地であったものである。

## 参照
- 高校跡地を4期にわたり開発 住友生命千種ニュータワービル（4期ビル）万浪富弘（ウェブサイト）
- やさしさマーク交付事務所一覧（名古屋市）（ウェブサイト）
- 市民が主役! 手作りの「文化・情報広報紙0」第44号（ウェブサイト）
- 東邦会の歩み　東邦高校同窓会「東邦会」（ウェブサイト）